# Blakea harlingii
Blakea harlingii es una especie de planta fanerógamas perteneciente a la familia  Melastomataceae. Se encuentra en  Ecuador.  Su hábitat natural son las montañas húmedas subtropicales o tropicales.  

## Distribución y hábitat
Es un arbusto o pequeño árbol nativo del este de Ecuador donde se conocen solo dos colonias en la provincia de Napo. Una en las laderas de la Cordillera de los Guacamayos, en la carretera  Tena–Baeza, y otra cerca del Volcán Reventador, a lo largo del Río Quijos. A pesar de los intensivos inventarios de estas zonas se han descubierto pocas especies nuevas. Puede encontrarse en la Reserva Ecológica Cayambe-Coca y quizás en el Parque nacional Sumaco Napo-Galeras.

## Taxonomía
Blakea harlingii fue descrita por Wurdack y publicado en Phytologia 52(1): 68–69. 1982.